# Halmaherasee

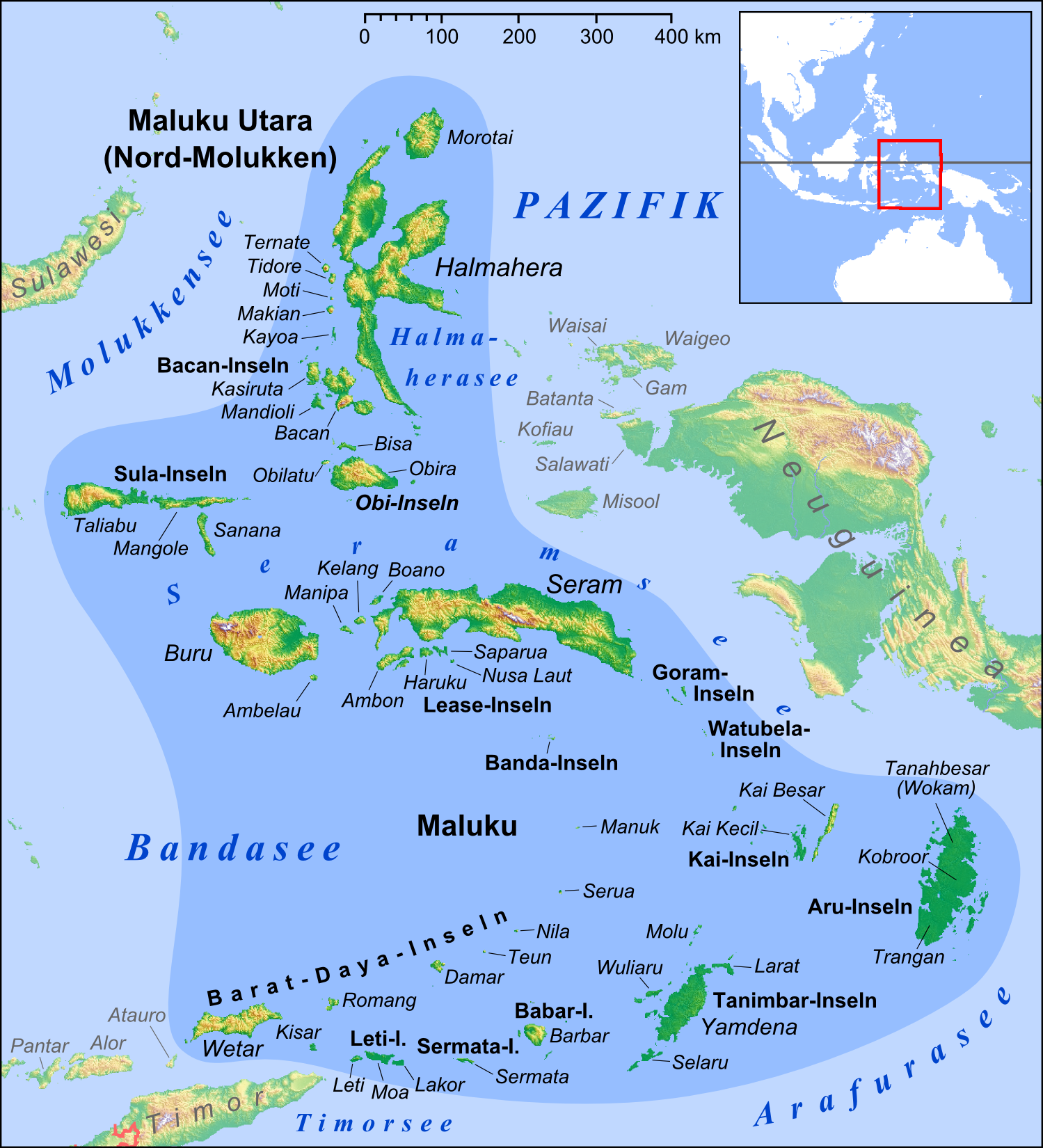
Die Halmaherasee im Norden des Molukken-Archipels

Die Halmaherasee (indonesisch: Laut Halmahera) ist ein 95.000 Quadratkilometer großes Nebenmeer des Pazifischen Ozeans und gehört zum Australasiatischen Mittelmeer. Es liegt im Malaiischen Archipel und ist ein tropisches Meer.
Das Halmaherabecken erreicht eine Tiefe von 2039 m.
Südlich geht das Meer in die Seramsee, westlich in die Molukkensee über.
Südwestlich liegen die Obi-Inseln, im Westen die Inseln Halmahera und Morotai, im Osten die Inselgruppe Raja Ampat und die zu Neuguinea gehörende Halbinsel Vogelkop. Vogelkop und Raja Ampat gehören zur indonesischen Provinz Papua Barat, die anderen Inseln zur Provinz Maluku Utara (Nord-Molukken). Zwischen Halmahera und Morotai besteht über die Morotaistraße (Selat Morotai) eine Verbindung nach Westen zur Molukkensee.